# Château d'Entrechaux
Le château d'Entrechaux est un ancien château fort, de nos jours ruiné, dont les vestiges se dressent sur la commune française d'Entrechaux dans le département du Vaucluse, en région Provence-Alpes-Côte d'Azur. Ses vestiges, ainsi que sa chapelle, sont visibles au sommet de la colline surplombant le village et la vallée de l'Ouvèze.

## Historique
Aucun document ne donne précisément les noms de ses premiers habitants, mais on sait que le château date du Xe siècle. Le comte de Provence Geoffroy est certainement un de ses premiers propriétaires, car il donne le fief à Pierre II, dit « de Mirabel », évêque de Vaison et à son frère Bertrand vers le milieu du XIe siècle.
En 1108, l'évêque Rostang (1107-1142) demande au pape de munir ce manoir épiscopal de l'autorité du siège apostolique. C'est cette confirmation du pape qui fait entrer la cité dans l'histoire écrite.
Les évêques de Vaison vont tenir cette place durant environ 450 ans en co-seigneurie. 
En 1500, le pape Benoît III vend Entrechaux au noble Jérôme de Guiramand pour un versement de trente florins par an, à perpétuité. Vente confirmée par son successeur Jules II en 1506.
En 1533, Thomas Cortes, évêque de Vaison, veut faire rompre le contrat mais Jérôme de Guiramand lui donne 700 florins et cinquante écus d'or pour éviter un procès. Le fief reste donc laïc jusqu'à son abandon à la Révolution.
En 1631 Balthazar de Fogasse, seigneur de la Bastie, rachète ce beau fief de haute justice à un certain Paul de Guiramand.
En 1761, André de Fogasse, de la Bastie d'Entrechaux, vend le château à Louis d'Ailhaud, curé de la seigneurie de Crillon-le-Brave.
Jean-Pierre Gaspard d'Ailhaud est le dernier seigneur du château, de 1779 à la Révolution.
Le 9 septembre 1792, une bande de brigands commence la destruction du château et son pillage. La vente de pierres par les municipalités et le vandalisme de certains habitants ont achevé de ruiner le site. Le château était considéré comme carrière de pierres au XIXe siècle et de nombreuses maisons de cette époque conservent ses pierres.
Il appartenait depuis à la commune.
Depuis les années 80, le château est une propriété privée appartenant à Monsieur et Madame Guiffray. Et le site est transformé en chantier de reconstruction, ouvert à la visite.

## Description
L'implantation d'origine est toujours visible à travers les pans de murs et les fondations. Il s'agit d'un plan typiquement provençal en trois pôles : donjon - chapelle, dédiée à saint Laurent - enceinte, que l'on peut retrouver dans la plupart des villages-castrum du Lubéron notamment.

## Visite
Le site, propriété privée, se visite sur rendez-vous). Accessible à pied depuis le village, ou en voiture (parking sur place).
Le château fait partie d'un circuit de randonnée d'environ 6 km.

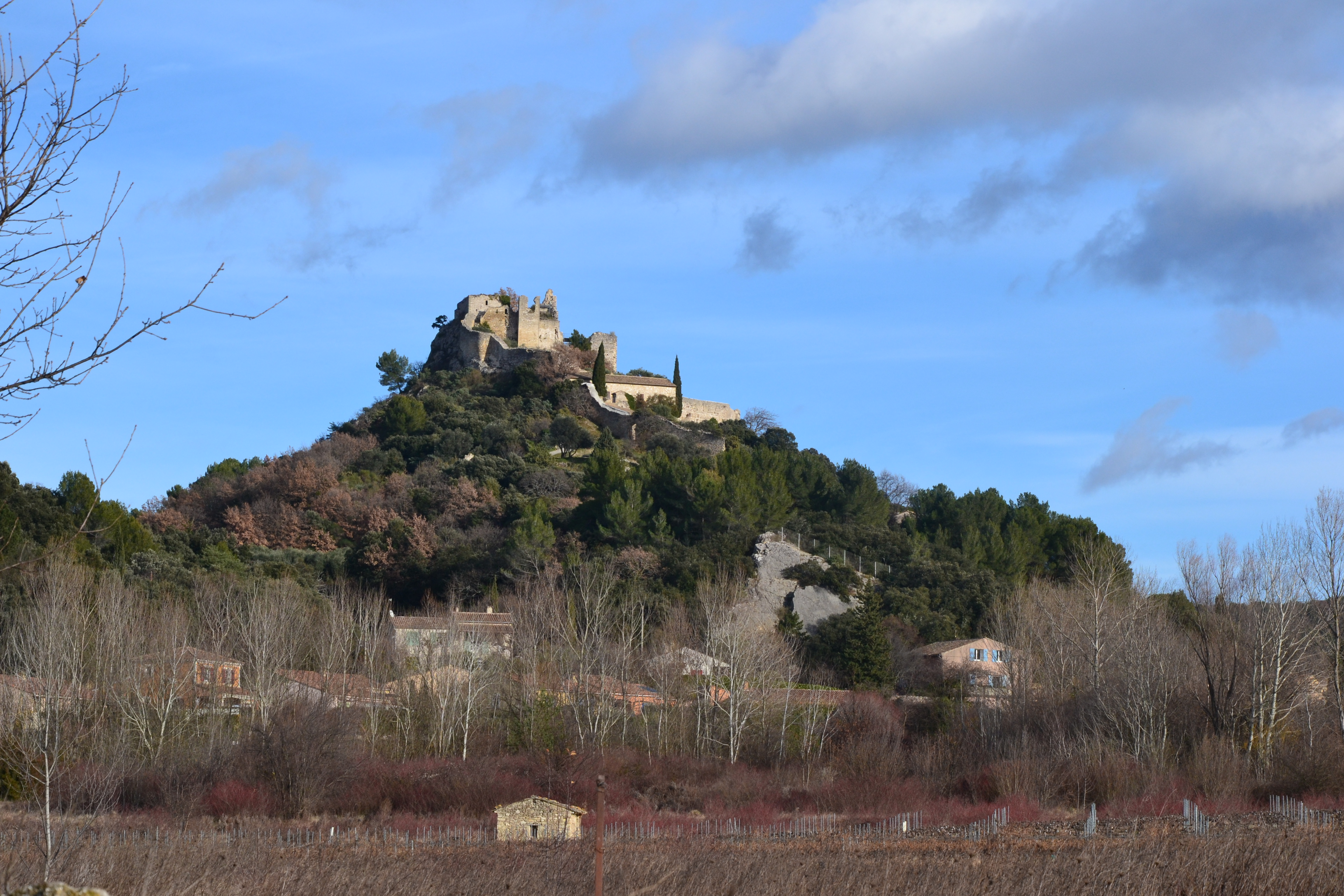
Vue de la colline (2019).
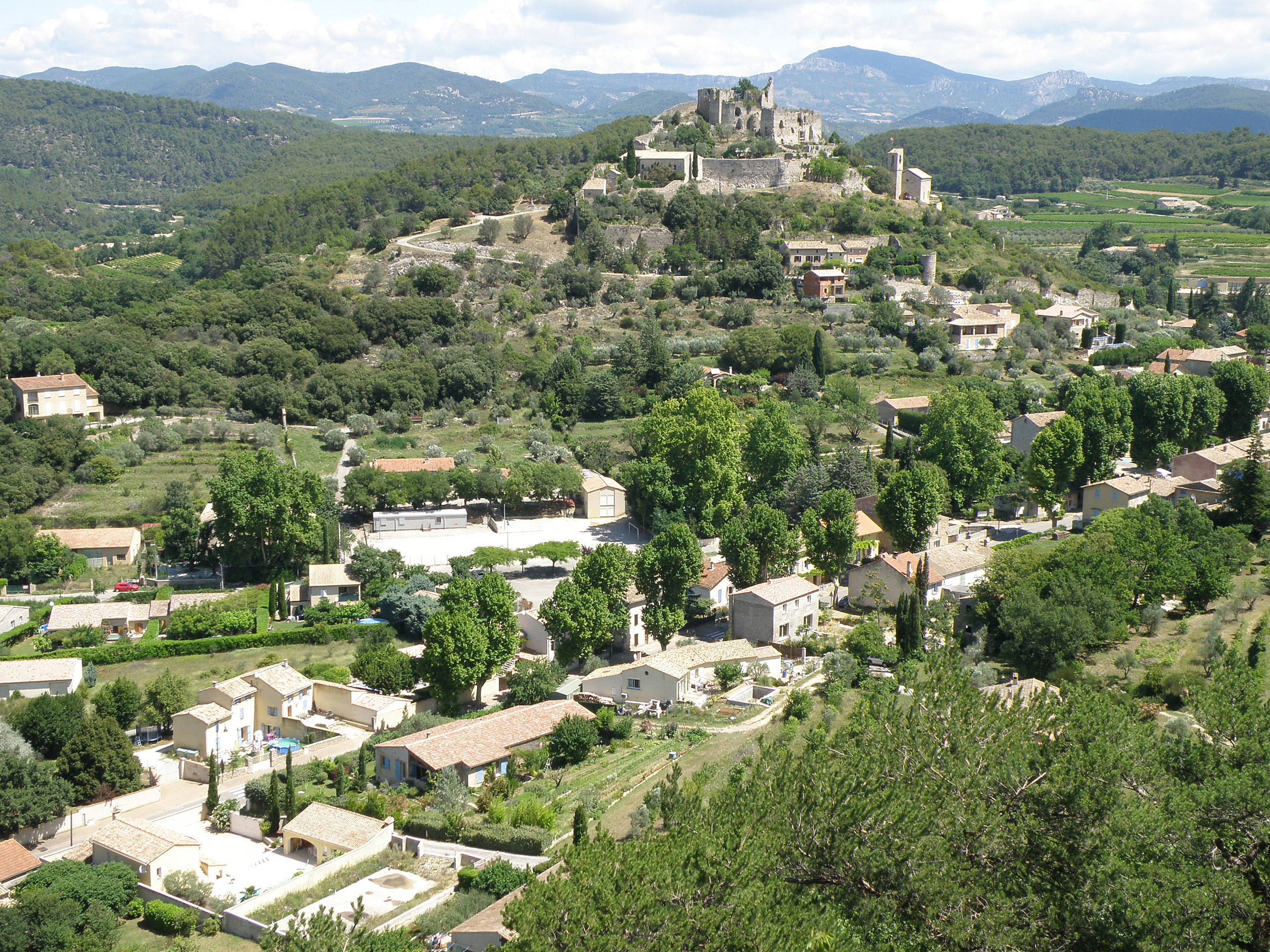
Vue d'ensemble (2014).
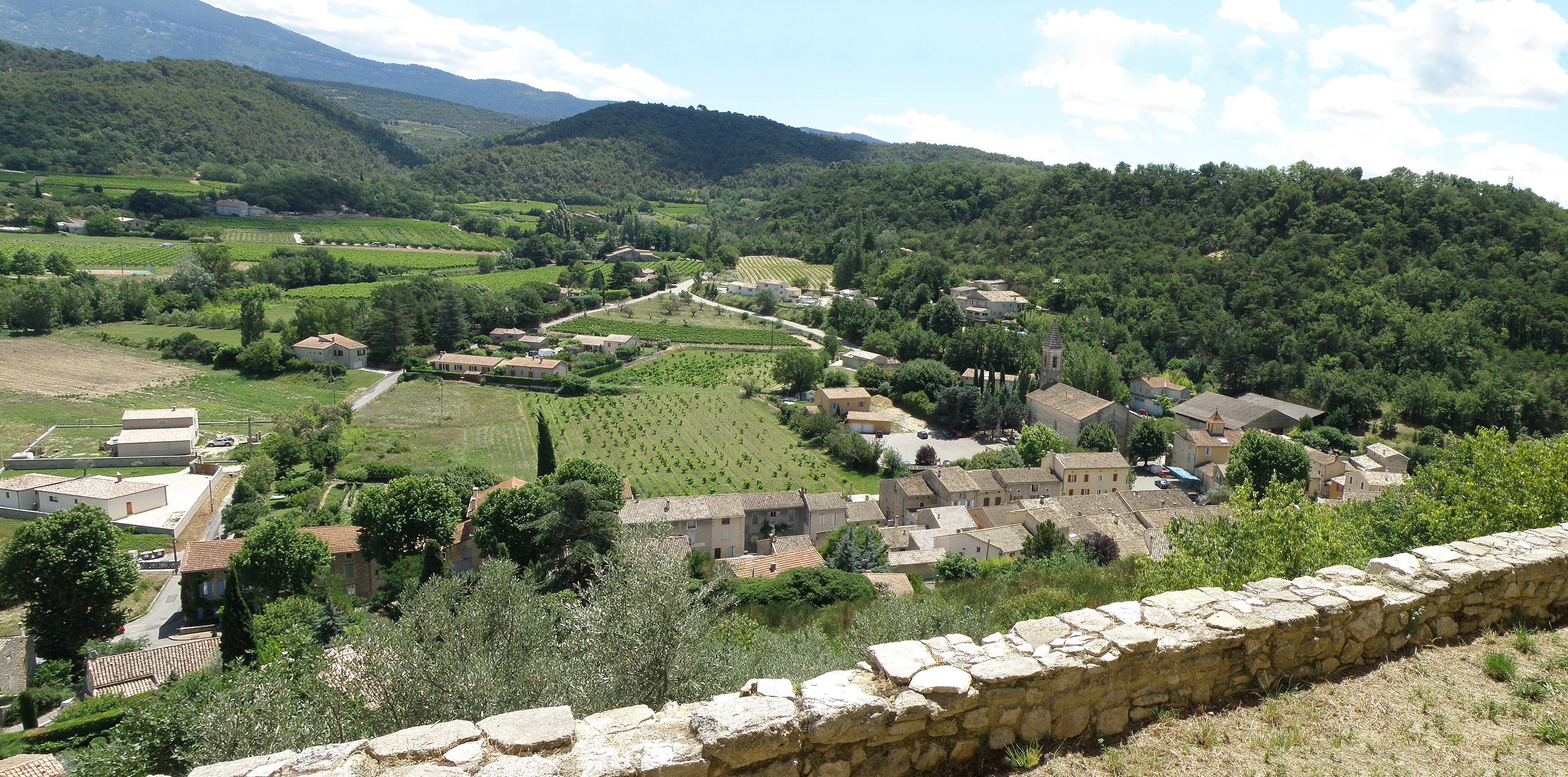
Vue (sud) du village depuis l'esplanade du château (2014).
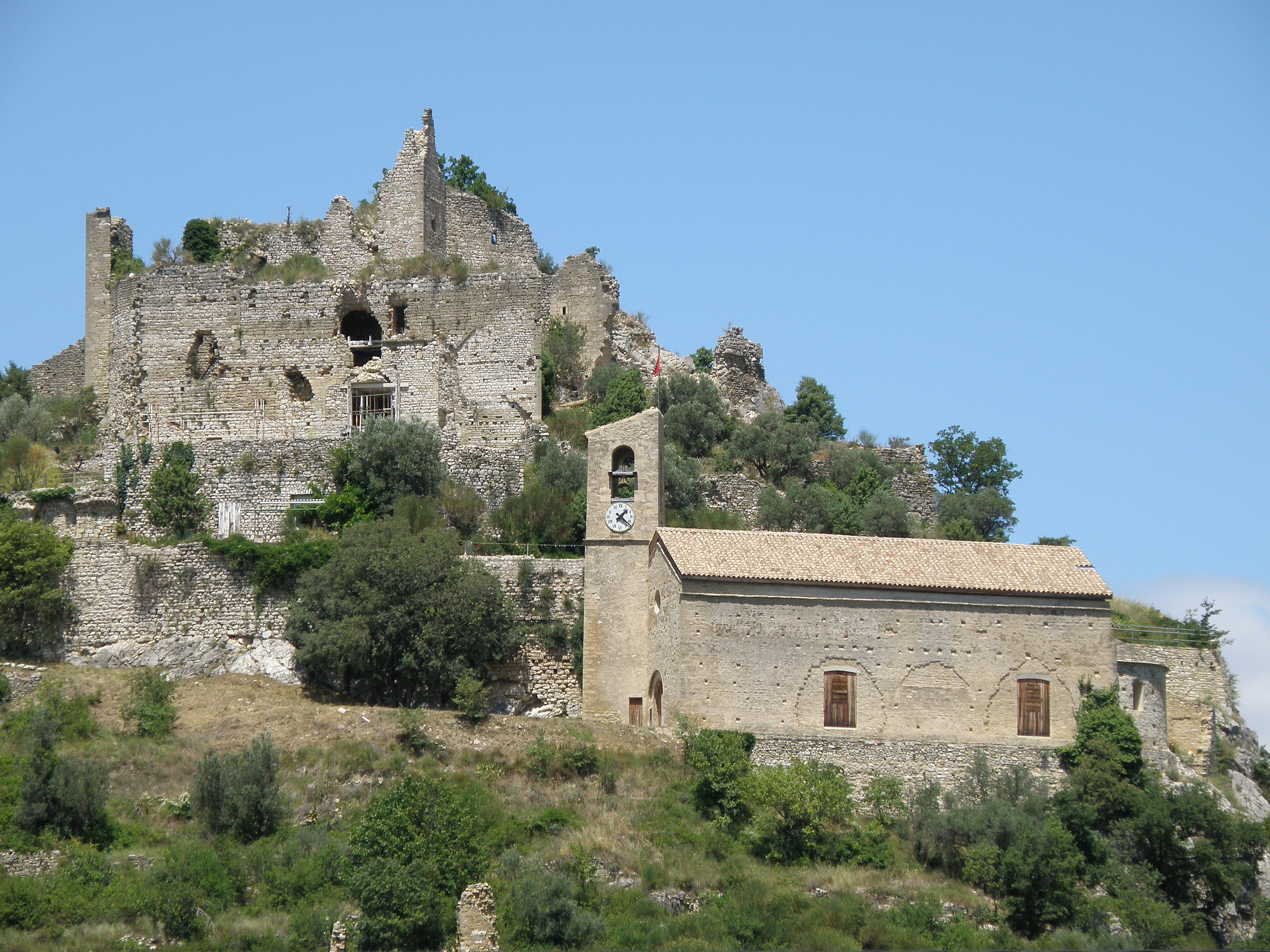
Ruines et chapelle (2014).
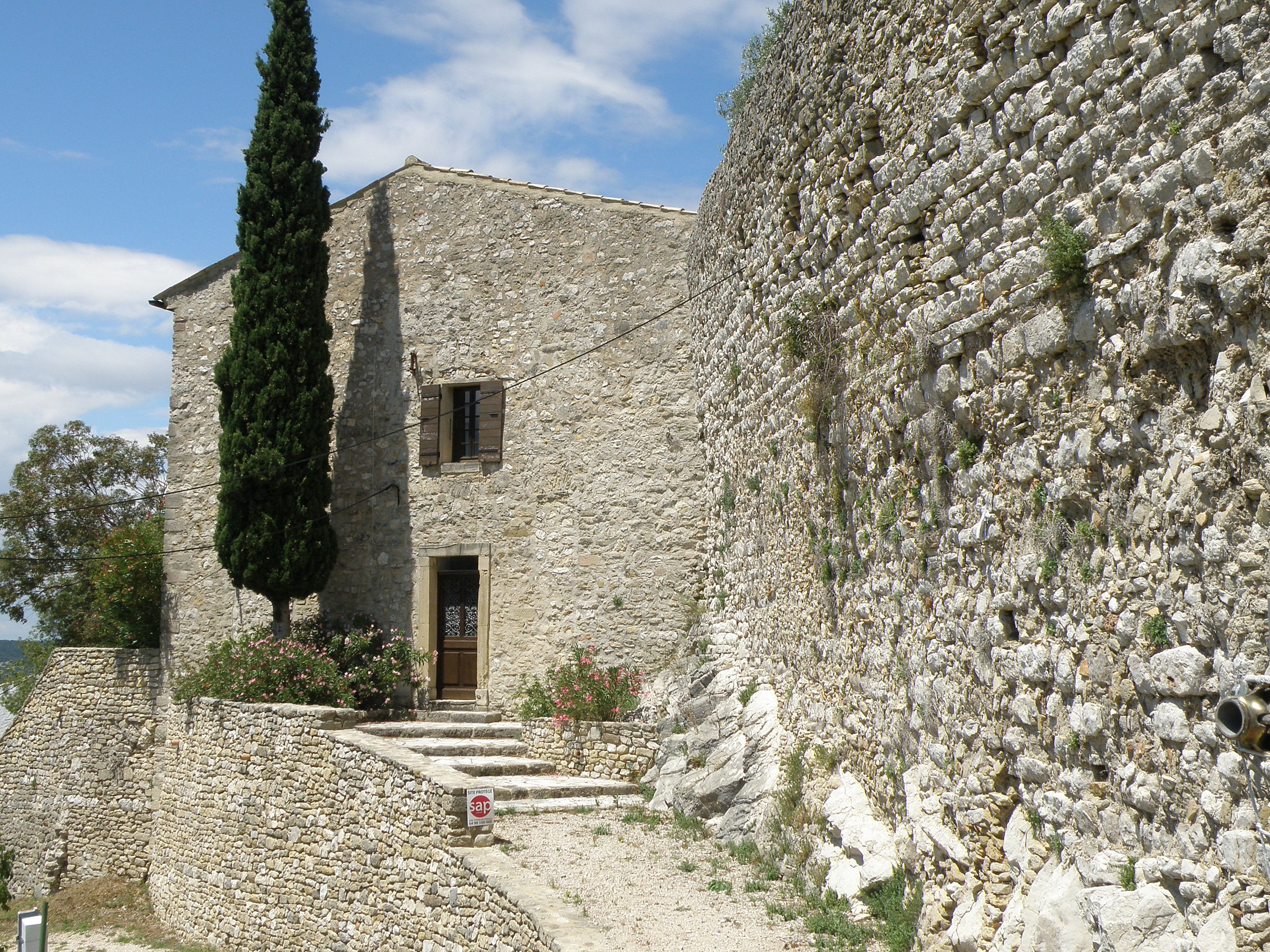
Logis rénové du château (2014).
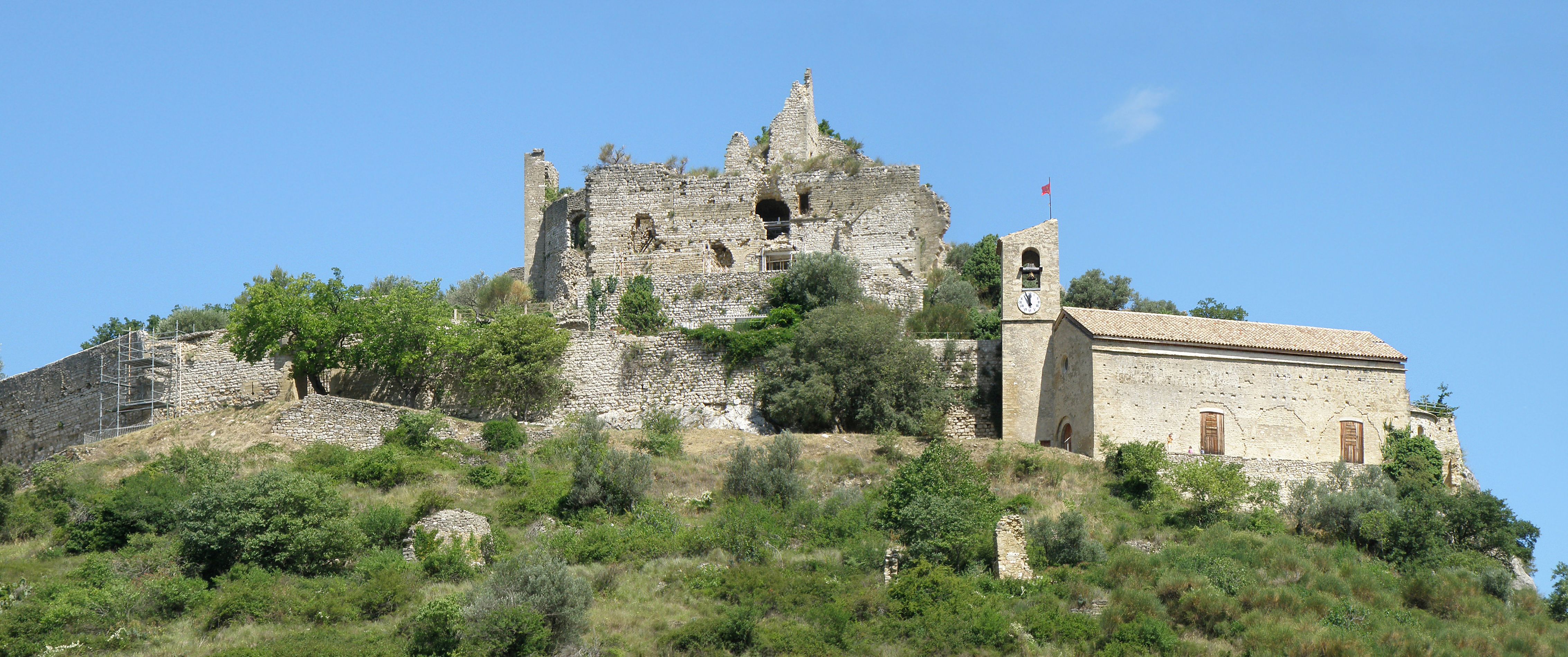
Murailles en réfection (2014).
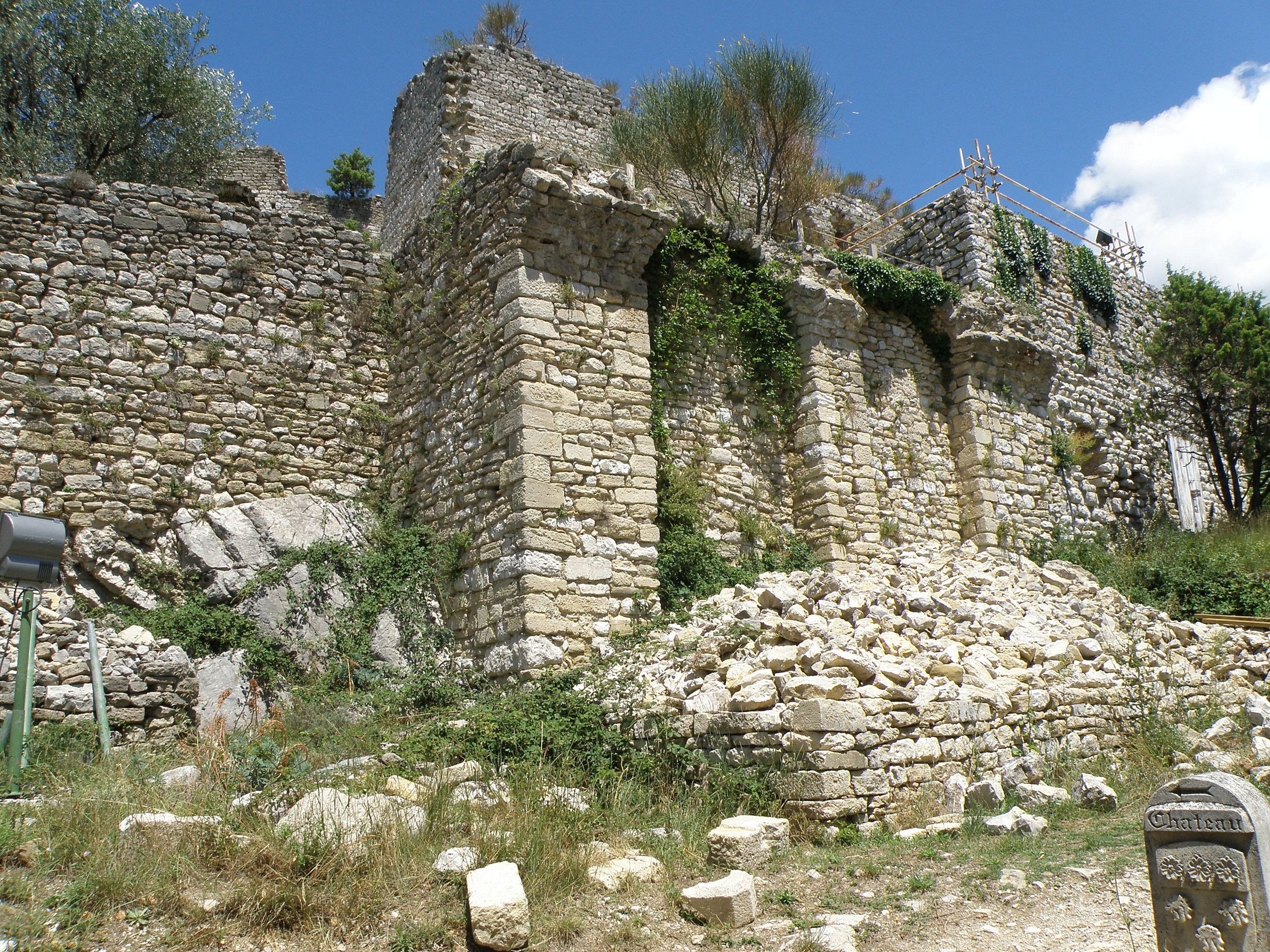
Murailles de soutènement et terrasses en surplomb (2014).
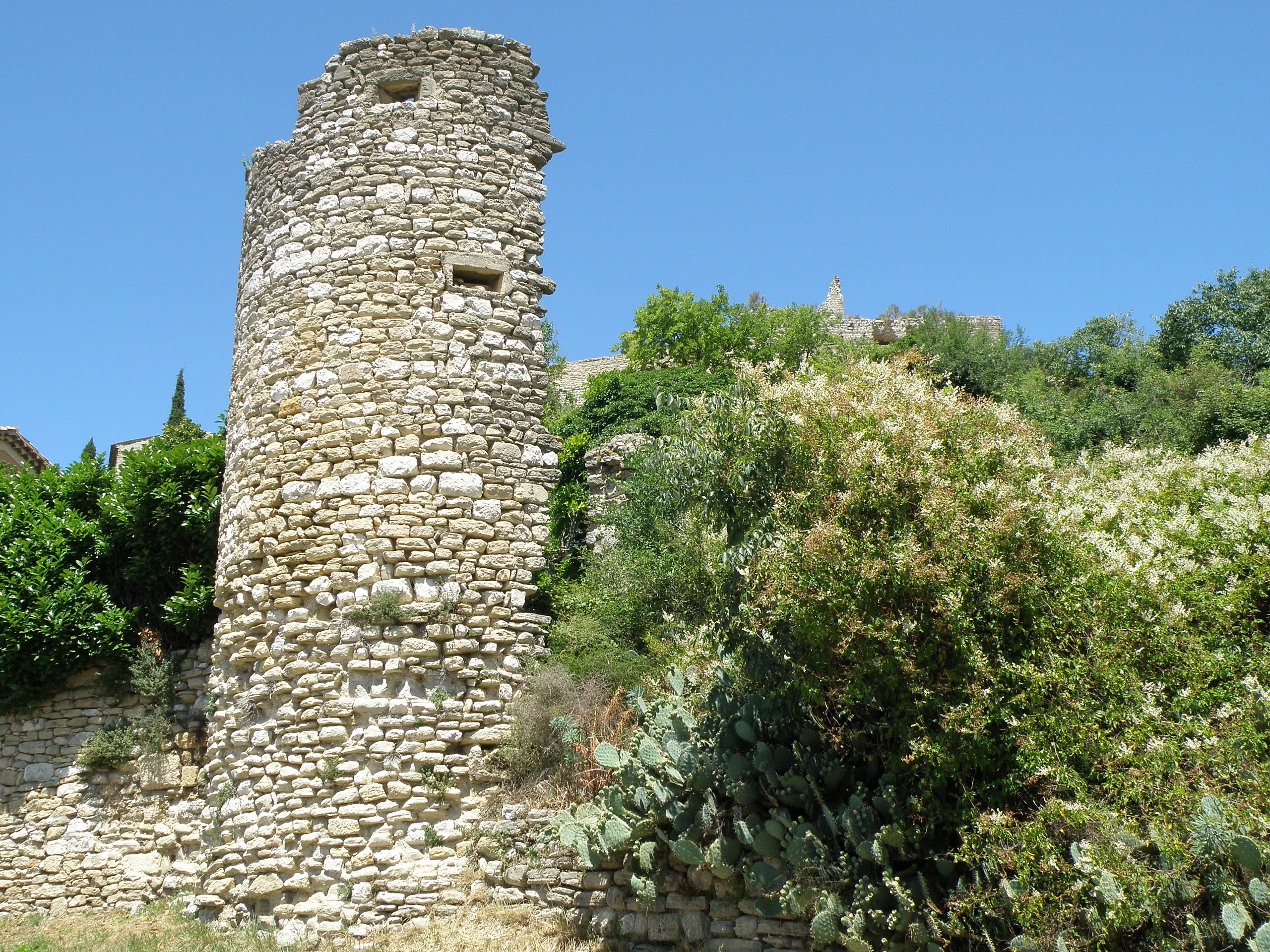
Ancienne tour défensive des remparts (2014).
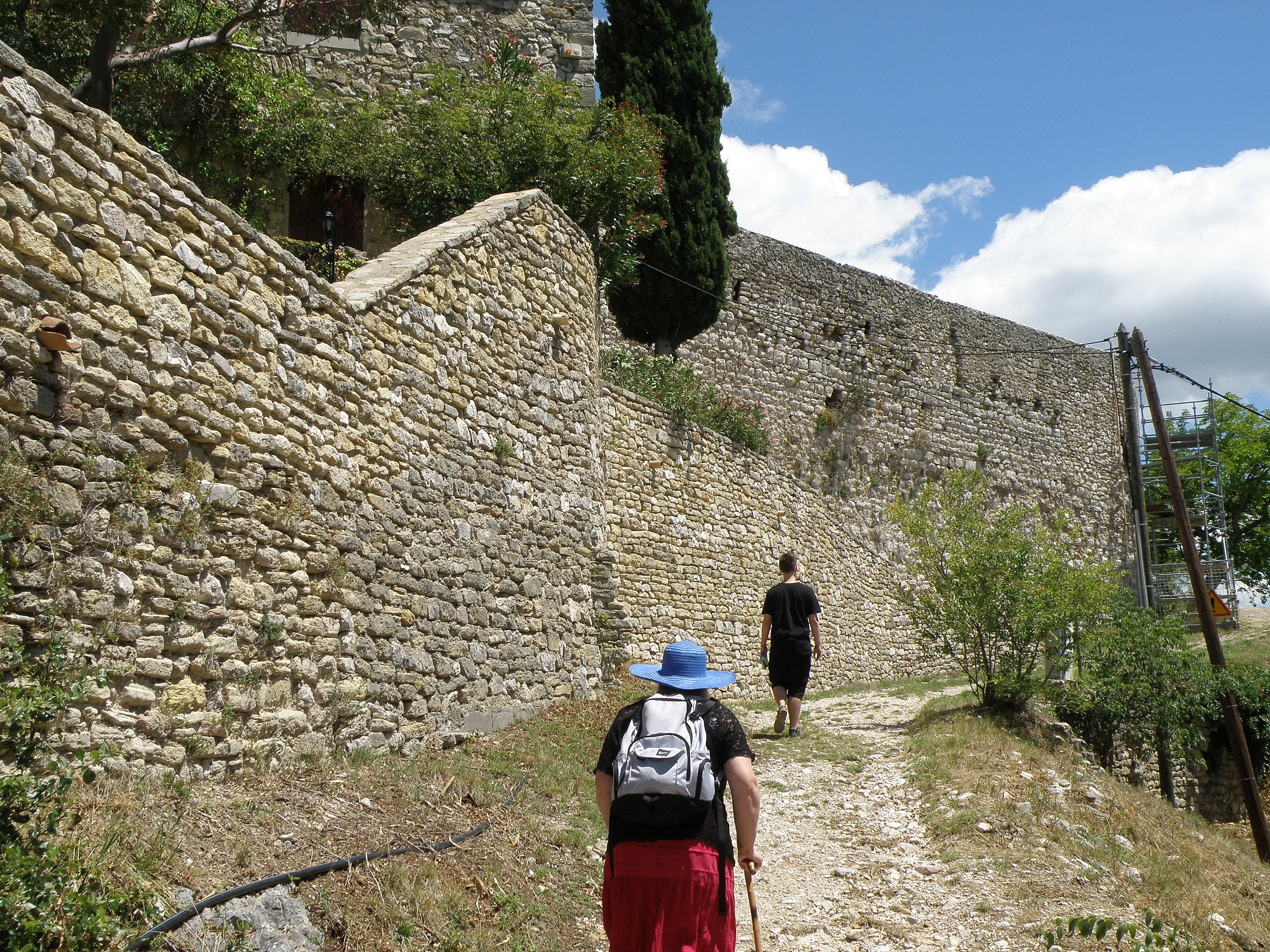
Chemin des remparts (2014).
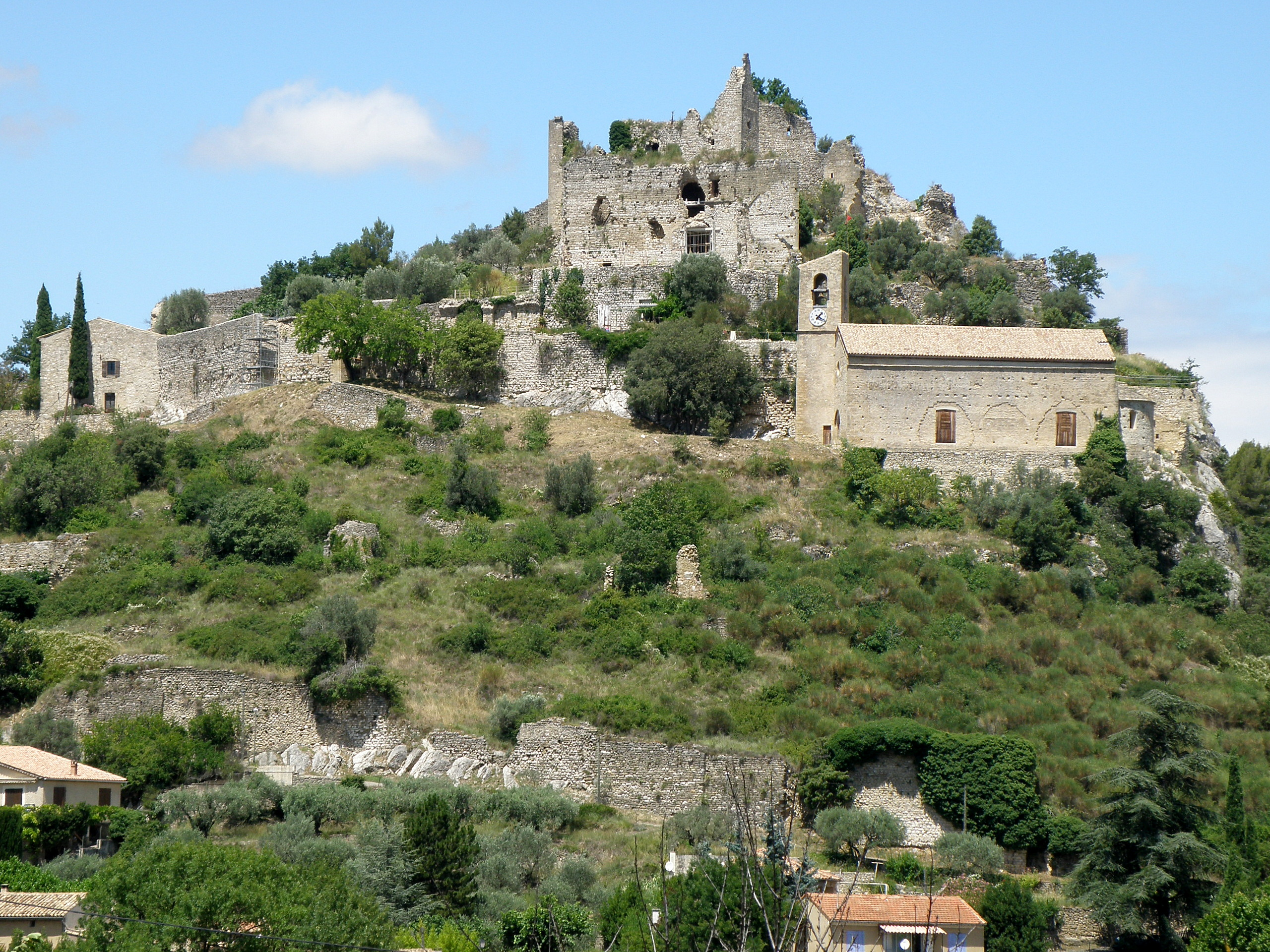
Logis habité, chantier et chapelle (2014).
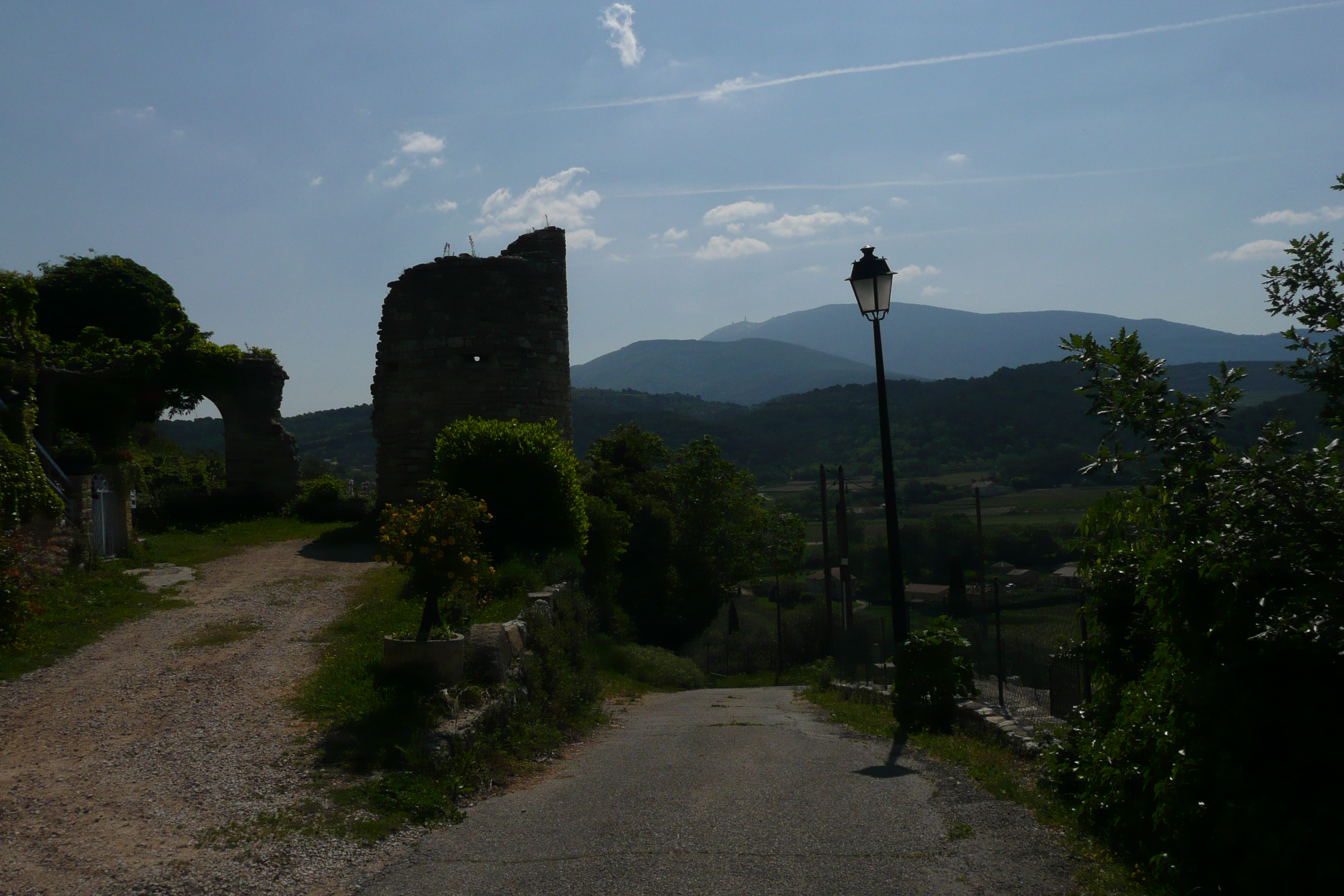
Vue sur le Mont Ventoux depuis le château (2008).
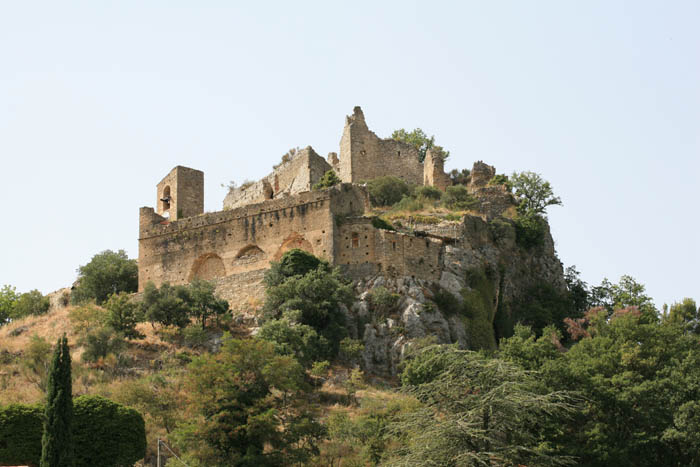
Colline du château, vue est, avant chantier (2007).
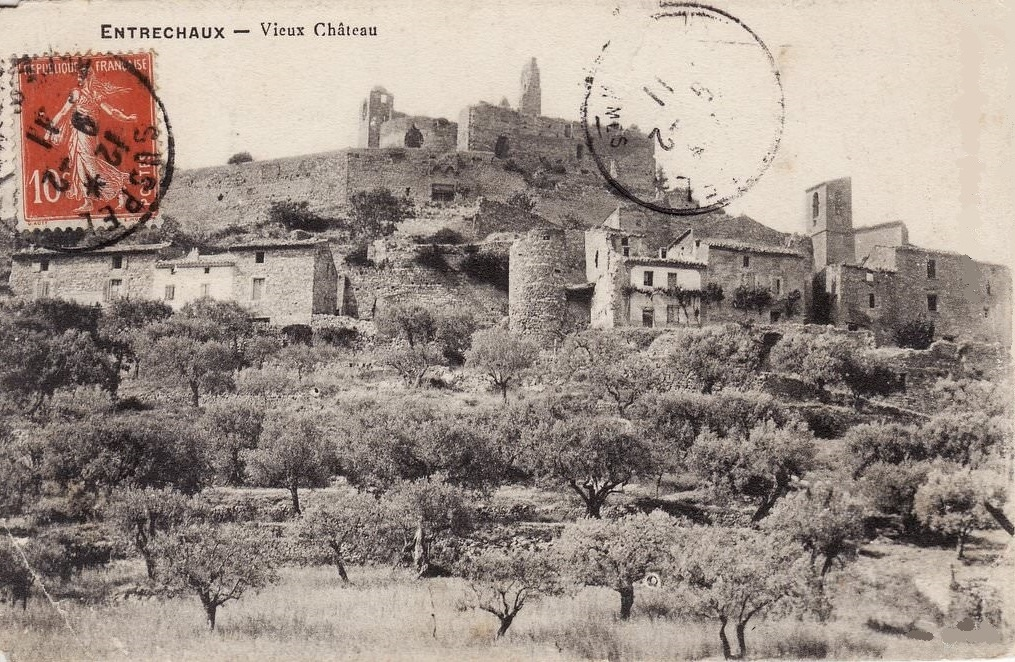
Carte postale d'Entrechaux, v. 1900.